# أنطونيو سيرمينيو
أنطونيو سيرمينيو (بالإسبانية: Antonio Cermeño) (6 مارس 1969 في فنزويلا - 25 فبراير 2014)، ملاكم فنزويلي سابق. فاز مرتين ببطولة العالم.

## اختطافه ومقتله
وفقا لزوجته في 24 فبراير 2014 تم اختطافها مع زوجها في شرق كراكاس. زوجته هربت عندما أطلق الخاطفون سراحها بعد التزود بالوقود، ولكن بقي سيرمينيو أسيرا. عثر عليه ميتا بعد رميه بالرصاص في صباح اليوم التالي.

## إحصائيات
خاض خلال مسيرته 52 نزالا، فاز في 45 ولم يتعادل وخسر في 7. فاز بالضربة القاضية في 31 نزالا.

## روابط خارجية
- أنطونيو سيرمينيو على موقع بوكس ريك (الإنجليزية) (registration required)